# Atypophthalmus omogoensis
Atypophthalmus omogoensis là một loài ruồi trong họ Limoniidae. Chúng phân bố ở miền Cổ bắc.